# Terville
Terville es una comuna francesa situada en el departamento de Mosela, en la región de Gran Este.

## Demografía
| 5429 | 5771 | 5747 | 5224 | 6281 | 6469 | 7134 |
| Para los censos de 1962 a 1999 la población legal corresponde a la población sin duplicidades (Fuente: INSEE [Consultar]) |      |      |      |      |      |      |